# Gaio Marcio Figulo (console 64 a.C.)
Gaio Marcio Figulo (in latino Caius Marcius Figulus; fl. I secolo a.C.) è stato un politico romano.

## Biografia
Fu eletto console nel 64 a.C., con Lucio Giulio Cesare come suo collega.
Durante un dibattito in Senato in cui si discuteva in merito alle pene da infliggere ai cospiratori della fallita congiura di Catilina, Figulo si dichiarò favorevole alla loro condanna a morte e, in generale, alle proposte di Cicerone.